# Aneurisma
Aneurisma é a dilatação anormal de um vaso sanguíneo causada pelo enfraquecimento das paredes do vaso, por trauma ou por doença vascular. Pode ocorrer basicamente em qualquer vaso sanguíneo. É muito comum na população em geral, raramente causando sintomas ou problemas graves. Seu perigo está no fato de poder romper-se, resultando em hemorragia ou isquemia dos tecidos irrigados pela artéria atingida, sendo que a gravidade do dano depende da área irrigada pelo vaso afetado. O risco é maior caso o paciente seja fumante ou tenha histórico familiar de doenças vasculares, problemas renais ou pressão alta.

## Aneurisma cerebral

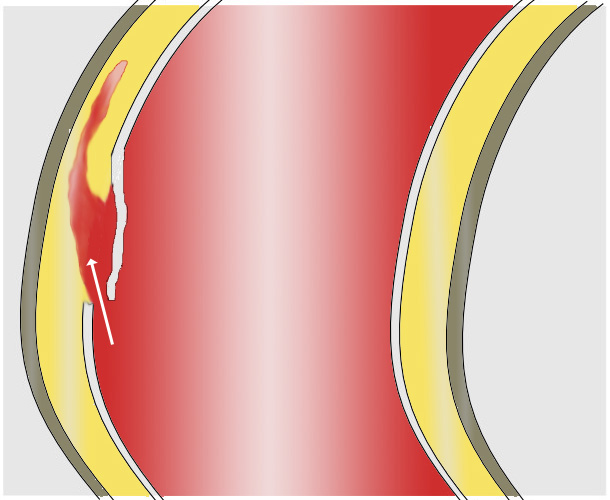
Dor local intensa e súbita, similar a dor de uma facada, pode ser sinal que um aneurisma se rompeu.

Um aneurisma cerebral é uma patologia provocada pela dilatação segmentar, em formato variável, de um vaso na massa encefálica (encéfalo), geralmente arterial ou, menos frequentemente, venoso, como por exemplo, o raro aneurisma da veia de Galeno.
Quando a área deformada do vaso toma forma esférica, dá-se o nome de aneurisma saciforme ou sacular (de saco), ou quando tem forma alongada através do eixo principal do vaso, aneurisma fusiforme (de fuso).
O aneurisma sacular se desenvolve na parede de artérias com defeitos congênitos decorrente do aumento do fluxo sanguíneo ou pressão arterial, entre outras causas. É comum esses aneurismas se romperem, provocando hemorragia cerebral, causando até um acidente vascular encefálico hemorrágico (mais conhecido como derrame cerebral). É bastante perigoso e acarreta hemorragia com frequência.
O tamanho é variável, podendo ser desde alguns milímetros até alguns centímetros. Os aneurismas acima de dois centímetros de diâmetro são considerados aneurismas cerebrais gigantes. Os aneurismas pequenos, de poucos milímetros, são chamados de aneurismas baby.
Os aneurismas do encéfalo humano mais frequentes são conhecidos como aneurismas cerebrais congênitos e são mais encontrados na face inferior do encéfalo, na rede circulatória dos grandes vasos conhecida como polígono de Willis.
Na verdade, o que ocorre é que o encéfalo não possui um hilo de vasos sanguíneos como o pulmão ou o rim. As artérias dessa rede são nutridas por duas artérias carótidas (na região anterior da base do crânio) e mais duas artérias vertebrais (na região posterior do crânio). Na época do formação do feto, uma das três camadas de um ou mais vasos arteriais do polígono de Willis, nas regiões das bifurcações, nasce sem a camada média, muscular. Ao longo dos anos, o aneurisma se forma às custas da dilatação das duas outras camadas, as quais não têm efeito mecânico restritivo. Geralmente, os aneurismas se manifestam na vida adulta e são raramente encontrados nas autópsias de crianças. Logo, o aneurisma cerebral se forma ao longo da vida da pessoa. Assim, não cabem algumas discussões jurídicas envolvendo o termo doença preexistente em contratos com seguros de saúde, pois a pessoa não nasce com o aneurisma, e sim com a condição preexistente, o que é completamente diferente.
Há uma discreta predominância da incidência no sexo feminino e o pico etário de rotura se dá em torno dos 43 a 45 anos de idade. Pode raramente ocorrer na infância. Raramente tem caráter familiar.

### Rompimento do aneurisma cerebral
A consequência do rompimento do aneurisma cerebral é um fenômeno patológico, chamado de acidente vascular cerebral hemorrágico  - ou AVC ou AVCH ("derrame", na linguagem popular). Os aneurismas, na maioria dos casos, não geram qualquer tipo de sintoma até a sua ruptura e sangramento. Menos frequentemente, o aneurisma pode crescer, comprimindo estruturas como nervos causando paralisia como acontece frequentemente com a queda súbita dede uma pálpebra, indicando possibilidade de ruptura. Existem outras causas de AVCH e o sangramento por aneurisma não é a causa mais frequente. Pode haver sangramento para dentro do tecido cerebral (menos comum); hemorragia subaracnoide, HSA, também conhecida como hemorragia meníngea espontânea ou para dentro dos ventrículos cerebrais, podendo provocar hidrocefalia. A ocorrência da hemorragia é em geral súbita, repentina, com duração dos sintomas e sua intensidade variáveis, passível de produzir alterações da consciência, da motricidade, da palavra, entre outras.A cefaleia súbita, descrita como a dor de cabeça mais forte que o indivíduo sente em toda a sua vida, acompanhada de desmaio (perda da consciência) e vômitos são a tríade de sintomas mais comuns na HSA.
O sangramento gera em algumas horas eritemação das meninges e o pescoço fica duro, com rigidez nucal para flexão anterior da cabeça até o tórax. O queixo não toca o tórax. Pode ser confundido com meningitesa
As dores de cabeça com as características acima, sobretudo em pessoas que normalmente não tem dores de cabeça, devem alertar o médico da possibilidade de HSA.
A maioria das HSA (outras diversas doenças também podem se manifestar com HSA; a mais comum é trauma craniano) podem ser detectadas através de tomografias computadorizadas do crânio (CT ou TC). Se a CT resultar normal sob esta suspeita é recomendada a punção de líquor espinhal para exame laboratorial e ver se há hemácias degeneradas no líquor ou degradação dessas com xantocromia (cor amarela do líquor após centrifugação). Hemácias não degeneradas são indicativo de acidente na punção, que é feita com uma agulha longa.
Os aneurismas intracranianos são lesões perigosas de elevado risco que, em caso de ruptura, podem produzir a morte súbita em um primeiro ou mais sangramentos; ou uma devastação neurológica (sequelas diversas) em pessoas que frequentemente eram completamente saudáveis. Em geral são tratados, dependendo da experiência do neurocirurgião, com clipagem microcirúrgica definitiva (atualmente o método de maior eficácia a longo prazo).
Estatística: Considera-se que entre 1 e 5 % dos adultos têm aneurismas cerebrais assintomáticos, enquanto que outros autores dizem que são encontrados em entre 5 a 10 % das autópsias em geral.
Sugeriram-se alguns factores ligados à sua ruptura como a hipertensão arterial (HTA), o hábito de fumar, o consumo de drogas e álcool, o stress, os contraceptivos orais, o parto e os esforços físicos em geral (exercício, defecação, coito, tosse, etc.). Contudo, em cerca de 14 a 22 % dos sangramentos por aneurismas, não se identifica um factor determinado, enquanto que cerca de 30 % ocorrem durante o sono.
O exame padrão ouro para detecção de aneurisma cerebral não é a tomografia ou a ressonância magnética, e sim o cateterismo cerebral de 4 vasos (angiografia digital).
Embora o comportamento da doença por países varie em função da distribuição etária, nível de saúde, factores raciais, ambientais e possivelmente da prevalência da HTA e da arterioesclerose na população afectada, o valor médio global da incidência da hemorragia subaracnoidea (HSA) aneurismática é de 10 por 100.000 habitantes por ano, com 50 % de mortalidade, constituindo um significativo problema de saúde, já que de 20 a 40 % dos pacientes com HSA morrem em consequência de uma hemorragia inicial catastrófica antes de chegar ao hospital, e unicamente 60 % dos pacientes são admitidos no hospital em condições neurológicas razoáveis. Após a hospitalização, a mortalidade alcança cerca de 37 %, elevando-se até 40-60 % dentro do primeiro mês posterior à hemorragia, enquanto que a incapacidade severa afecta 17 % dos doentes. A evolução favorável apresenta-se somente em 47 % dos pacientes.

## Aneurisma da aorta
A aorta é a principal artéria do corpo. Ela nasce no coração, atravessa o tórax e o abdomén, dando origem a todas as artérias (ramos) que levam o sangue a todos os segmentos do corpo. O aneurisma da aorta pode ocorrer em qualquer segmento. É mais frequente em homens (6% dos homens acima de 60 anos), mas pode também acometer as mulheres.

## Sintomas
A grande parte (cerca de 90%) dos aneurismas são assintomáticos. Entretanto, os sintomas dependem muito do local afetado. Aneurisma cerebral pode causar: dor de cabeça, vômitos, convulsões, perdas de consciência, visão dupla ou outras alterações na vista, rigidez da área afetada, fala incompreensível, fraqueza e dormência.

## Tratamentos
Os dois principais tratamentos para aneurismas são a clipagem e a embolização do aneurisma.
O diagnóstico, de acordo com a localização da artéria, pode ser feito por exame físico no consultório. Pela apalpação da artéria (quando isso for possível) o médico pode avaliar se há dilatação que mereça investigação maior, realizada por meio de exames como ultrassonografia, tomografia computadorizada, ressonância magnética ou arteriografia.
O reparo do vaso sanguíneo pode ser feito encaixando um tubo artificial ou resina para cobrir a área rompida, sendo um método menos invasivos para tratar alguns aneurismas. Quando um aneurisma se rompe pode ser necessário intervenção cirúrgica para reparar os vasos e manter o volume sanguíneo estável dependendo do tamanho do aneurisma e dos órgãos afetados.
Analgésicos são usados para controlar dores e diversos medicamentos podem ser usados para controlar a pressão arterial que dependeram da idade, comorbidade, alergias e peso do paciente.